# Bonawentura Graszyński
Bonawentura Graszyński (ur. 10 lipca 1859 w Murowanej Goślinie, zm. 9 lutego 1922 w Poznaniu)  – polski filolog klasyczny, grecysta, nauczyciel, autor poezji i dramatów w języku starogreckim.

## Życiorys
Był synem Romana Graszyńskiego i Anny z domu Toczkowskiej. Kształcił się w gimnazjum w Lesznie. Szkołę średnią ukończył w 1879. Studiował w Gryfii, gdzie ukończył filologię klasyczną i sanskryt. Tam w 1887 zdał egzamin nauczycielski. Następnie przez dwa lata odbywał praktykę jako kandydat próbny w gimnazjum w pałacu biskupim w Hildesheim. Następnie przez 16 lat był nauczycielem prywatnym na ziemi poznańskiej. Pracował w majątku Twardowskich w Kobylnikach. Po przeniesieniu do Galicji w zaborze austriackim w latach 1903-5 pracował w C. K. Gimnazjum w Stryju, a następnie do 1908 w Gimnazjum im. Króla Kazimierza Jagiellończyka w Kołomyi. Od 1908 uczył w C. K. IV Gimnazjum we Lwowie. Uczył też języka greckiego w Prywatnym Gimnazjum Zofii Strzałkowskiej we Lwowie. Podchodząc do rządowego egzaminu z filologii klasycznej przedłożył dwie tragedie greckie własnego autorstwa, które ministerstwo uznaje na równi z pracami. W 1908 roku przeniósł się do Lwowa, gdzie pracował do odzyskania niepodległości przez Polskę. W 1919 został nauczycielem w Poznaniu w Gimnazjum im. K. Marcinkowskiego. Jednocześnie został lektorem języka greckiego na Uniwersytecie Poznańskim. Uczelnia w uznaniu jego imponującej wiedzy i wieloletniej bezinteresownej pracy przyznała Graszyńskiemu doktorat honoris causa. Do wręczenia dyplomu jednak nie doszło z powodu jego nagłej śmierci.

## Twórczość
Napisał m.in. utwory dramatyczne poświęcone wybitnym osobistościom wczesnego Bizancjum. Składają się na nią: tragedia o gockiej królowej Amalasuncie (wydana pośmiertnie w 1929), trylogia „Hagia Sofia”, „Anastasia”, „Hestias”, 1908, oraz komedia Athenais („Eos” 16, 1911, s. 88–111). Ta ostatnia, opublikowana również niezależnie w Krakowie, zachowała się w jednym egzemplarzu. Z okazji nowo powstałego uniwersytetu w Poznaniu napisał również poemat w języku starogreckim.

## Odznaczenia
- w 1908 roku otrzymał od rządu Grecji złoty krzyż kawalerski Orderu Zbawiciela[1][6]

## Upamiętnienie
27 października 2008 roku Rada Miejska w Murowanej Goślinie nadała jego imię Bibliotece Publicznej.

## Wybrane publikacje
- Trylogia dramatyczna w języku greckim: 
  - 1897: Hagia Sophia (Święta mądrość)
  - 1899: Hestias (Westalka)
  - 1906: Anastaris (Wniebowzięcie)
- 1911: Athēnais, Cracoviae: Societatis Philologae
- 1929: Amalasountha, En Posnaniai